# لوك يونغ (راكب الكنو)
لوك يونغ (بالإنجليزية: Luke Young)‏ هو راكب الكنو أسترالي، ولد في 8 سبتمبر 1978.

## وصلات خارجية
- لوك يونغ على موقع أوليمبيديا (الإنجليزية)
- لوك يونغ على موقع اللجنة الأولمبية الأسترالية (الإنجليزية)